# Calometopus lusitaniae
Calometopus lusitaniae är en skalbaggsart som beskrevs av Thierry Bourgoin 1917. Calometopus lusitaniae ingår i släktet Calometopus och familjen Cetoniidae. Inga underarter finns listade.